# Egica (obispo de Sigüenza)
Egica fue un eclesiástico visigodo contemporáneo del rey Wamba, obispo de Sigüenza desde cerca del año 674 hasta el 679; consta su asistencia al XI Concilio de Toledo del año 675.
| Predecesor: ? | Obispo de Sigüenza 675 – 679 | Sucesor: Ella |